# Parroquia Nuestra Señora del Rosario (Palermo)
La iglesia parroquial Nuestra Señora del Rosario es un templo católico ubicado en el barrio de Palermo de la ciudad de Buenos Aires.

## Antecedentes
Al comienzo del año 1900, muchas eran las familias que se habían instalado en los nuevos predios del Maldonado de Palermo. Fue tan pujante el crecimiento de la población y de la inmigración italiana y española que en el año 1901 el cura párroco de San Miguel Arcángel propuso a la comisión de la Conservación de la Fe la construcción de una capilla para atender las necesidades espirituales del vecindario. En diciembre de ese año se adquirió el terreno de la calle Bonpland y Nicaragua y a fines de ese mismo mes comenzó la edificación de una capilla.
En agosto de 1902 el arzobispo de Buenos Aires, monseñor Mariano Espinosa, bendijo la nueva capilla con la advocación de Nuestra Señora del Rosario, dando lugar así a una vibrante manifestación de fe en todo el vecindario.
Fue erigida como parroquia el 18 de enero de 1913 por Monseñor Espinosa e inaugurada oficialmente por Monseñor Santiago Copello el 1.º de octubre de 1930. Originalmente se encontraba dentro del radio de Nuestra Señora de Guadalupe.
Entre sus benefactores se hallaron el matrimonio de Herminia Galli de Venturini y Francisco Venturini, Ana Rúa de Vieira, Rita Bergeire, el diputado nacional Julián Sancerni Giménez, Laura Travers, las familias Manrique y Mallardo, Virgilio Fossati y el Dr. Celestino Lanza, como así también las escuelas salesianas vecinas María Auxiliadora y León XIII. Parte de la obra se costeó con fondos del Gobierno Nacional.
Las placas de mármol del atrio recuerdan a varios párrocos, como el Padre Vaccaro y el Padre Sayoux.

## Arquitectura
Esta edificación religiosa tiene las características de la denominada arquitectura neorrománica. El templo consta de una sola nave en cuya parte superior encontramos el coro, de excelente acústica.
La planta interior se revela con simpleza: la citada única nave central, crucero, presbiterio con ábside y son retablos menores laterales. Las dos capillas laterales se yerguen junto al ábside: la del Sagrado Corazón a la izquierda y la de Santa Teresita a la derecha,
En el presbiterio, el retablo de mármol de Carrara entre las banderas argentina y papal cuenta con imágenes de Santo Domingo, Nuestra Señora del Rosario y Santa Catalina de Siena. Próximo, se ubica un Cristo Crucificado que data de la Misión Arquidiocesana de 1913.
Una pequeña variedad de imágenes se sucede a lo largo de este templo con bóveda rincón de claustro. De izquierda a derecha son las siguientes: San Judas Tadeo y Santa Rosa de Lima en la nave izquierda, y San José, San Cayetano y Santa Lucía en la derecha.
En 1978 se remodeló el templo y el altar. Se desmontó el altar de mármol del retablo mayor, se quitó el comulgatorio y el púlpito. En 1994 se hizo la Dedicación del Templo, y se cambió el mármol del altar y se colocaron las reliquias de Santa Florencia Romana.
La pila bautismal es de mármol de Carrara, tiene más de 100 años de antigüedad y fue donada por la feligresía del barrio.
Los vitrales de las puertas de acceso poseen imágenes de san Juan Bosco, Nuestra Señora del Rosario, san José y san Bonifacio. Los restantes representan los 15 misterios del Rosario con un diseño pictórico muy particular e ilustrativo, siendo donado algunos de ellos por Don Celestino Lanza y Familia.
Las pilas de agua bendita con delicados diseños foliáceos fueron donadas por Amalia del Río de Delase y se encuentran próximas a una reproducción del óleo alemán de la Virgen Desatanudos, en el sector derecho de ingreso al templo, y al confesionario en el izquierdo.
Recientemente, la iglesia se ha popularizado bastante gracias la encantadora estatuilla de Nuestra Señora de la Dulce Espera ubicada en un nicho protegido por un cristal en el crucero derecho. Esta advocación muestra a María en una pacífica actitud reflexiva, de pie y vistiendo un atuendo de colores pastel con los brazos cruzados sobre el pecho y los ojos entrecerrados como en oración. Las doce estrellas y una paloma sobre el halo representan a los Discípulos y al Espíritu Santo al tiempo que hacen referencia a las letanías lauretanas —Madre de la Iglesia, Esposa del Espíritu Santo y Reina de los Apóstoles.
Finalmente, son de especial atención las campanas con que cuenta el templo (400 kilogramos es el peso de la más grande).
En la sacristía de la Parroquia, se encuentra una imagen de Nuestra Señora de los Dolores, muy antigua, cuya vestimenta, en terciopelo negro y galones dorados y su cabeza junto con las manos de madera policromada, reflejan el tipo de arte colonial. También se encuentran otras imágenesmuy valiosas por lo que representan y por la época en la que fueron elaboradas, mereciendo destacarse una reproducción del Cristo de Durero, pintado por el gran actor y director de cine argentino Luis Amadori.
En el predio contiguo al templo se construyó el Teatro Parroquial “Virgilio Fossati”, recibido en donación en la década del año 1950 y que contaba con una importante sala dotada de 350 butacas, escenario alto y camarines. Fue un centro de reunión vecinal y en el cual se desarrollaron importantes actividades.
- Datos: Q85876133